# 군산구암초등학교
군산구암초등학교(群山龜巖初等學校)는 대한민국 전북특별자치도 군산시에 있는 공립 초등학교이다.

## 학교 연혁
- 1945년 6월 17일 개교 (구암교회당)(설립인가 5월 5일)
- 1948년 10월 4일 현 위치로 이전
- 2020. 03. 01	제21대 김수동 교장 부임
- 2021. 01. 08	제75회 졸업장 수여식(총 18,841명 졸업)
- 2021. 03. 01	19학급 편성(일반학급 16, 특수학급 2, 다꿈학급 1)
- 2022. 02. 11	제76회 졸업장 수여식(총 18,903명 졸업)
- 2022. 03. 01	19학급 편성(일반학급 17, 특수학급 2)
- 2023. 01. 06	제77회 졸업장 수여식(총 18,970명 졸업)
- 2023. 03. 01	제22대 김선애 교장 부임
- 2024. 03. 04 17학급 편성(일반학급 17, 특수학급 2)

## 참고 문헌
- 군산구암초등학교 - 한국교육학술정보원 학교알리미
- 〈군산구암초등학교〉. 《두피디아》. 두산.

## 같이 보기
- 군산구암초등학교 축구단